# منفذ جريشان الحدودي
منفذ جريشان الحدودي هو منفذ بري حدودي عراقي بين جمهورية العراق شمالاً ودولة الكويت جنوباً، موقعه في منطقة جريشان في مقاطعة خضر الماي غرب قضاء سفوان بمحافظة البصرة جنوب العراق، المتاخمة لشمال غرب محافظة الجهراء في دولة الكويت، لا تُشرف هيئة المنافذ الحدودية على هذا المنفذ، وفي 11 آب سنة 2020، ذكرت سكاي نيوز أن مصادر أمنية عراقية قالت إن القوات الأمريكية متعاقدة مع شركات أجنبية لتوفير الأمن في المنطقة التي فيها منفذ جريشان. وقال قائد شرطة البصرة الفريق رشيد فليح«ليس لدينا منفذ غير رسمي وخارج سيطرة الدولة في البصرة باستثناء منفذ (جريشان) التابع لقوات التحالف الدولي ويغلق حين دخول البضائع الخاصة للقوات بالاتفاق مع الحكومة العراقية لأغراض امنية».
المسافة 80 كيلومتراً بين منفذ جريشان غرباً ومنفذ سفوان شرقاً.